# Ollogoyen
Ollogoyen  (en euskera: Ollogoien) es un concejo de la Comunidad Foral de Navarra (España) perteneciente al municipio de Metauten, situado en la Merindad de Estella, en la comarca de Estella Oriental y a 55 km de la capital de la comunidad, Pamplona.

## Toponimia
El nombre de Ollogoyen significa ‘Ollo de arriba’, y es un compuesto del topónimo Ollo y del euskera goien ‘de arriba’. Según Julio Caro Baroja ollo hace referencia a una gallinero, del vasco oilo ‘gallina’. El topónimo tiene su correlato en Ollobarren ‘Ollo de abajo’, el concejo contiguo situado a menor altitud.

## Geografía física

### Situación
Ollogoyen está situado en la parte occidental de la Comunidad Foral de Navarra dentro de la comarca geográfica de Tierra Estella, a una altitud de 610 m. Se encuentra a los pies de la sierra de Santiago de Lóquiz.

### Localidades limítrofes
Ollogoyen limita al sur con Metauten y al este con Ollobarren.

### Demografía
| 1852 | 2000 | 2001 | 2002 | 2003 | 2004 | 2005 | 2006 | 2007 |
| ---- | ---- | ---- | ---- | ---- | ---- | ---- | ---- | ---- |
| 89   | 24   | 24   | 22   | 26   | 22   | 19   | 18   | 19   |

### Calles
- Calle Abadía
- Calle San Blas
- Calle San Martín
- Calle San Víctor
- Calle Miritxipi
- Calle Murieta

## Arte

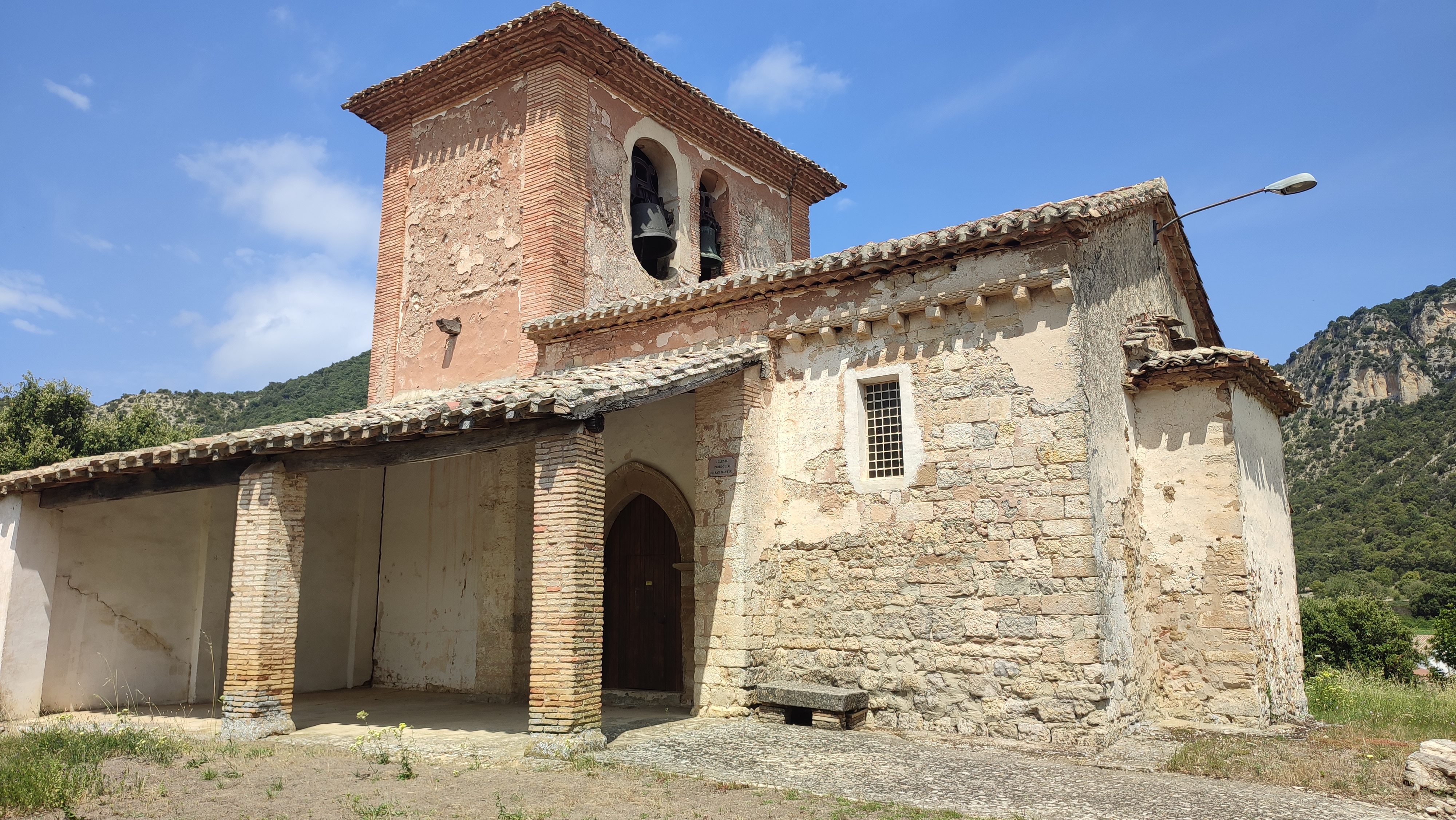
Parroquia de Ollogoyen dedicada a San Martín de Tours, en un alto sobre el pueblo

- Iglesia parroquial de San Martín. De estilo gótico inicial, del siglo XIII, con nave única y cabecera recta.
- Ermita de San Blas y San Prudencio, dentro del pueblo.
- Ermita de San Cristóbal.

## Fiestas
Se celebran el 11 de noviembre, en honor de San Martín.